# Championnats de Belgique d'athlétisme 1999
Les Championnats de Belgique d'athlétisme 1999 toutes catégories ont eu lieu les 17 et 18 juillet 1999 à Bruxelles.

## Résultats
| Hommes | Prestation | Catégorie | Femmes | Prestation |
| ------ | ---------- | --------- | ------ | ---------- |

## Sources
- Ligue belge francophone d'athlétisme